# Serie B 2020-2021 (pallacanestro maschile)
La Serie B 2020-2021, per ragioni di sponsorizzazioni Serie B Old Wild West 2020-2021, è la settima stagione come terzo livello del Campionato italiano di pallacanestro, l'ottava sotto la gestione della nuova LNP.
il 19 novembre, a seguito della rinuncia della società Olimpia Matera per motivi economici, viene ripescata, dalla Serie C Gold pugliese, la società Action Now Basket Monopoli.
Il 26 maggio, la società Rinascita Basket Rimini rinuncia alla semifinale play-off per casi di positività dovute al Covid-19. In questo modo la Pallacanestro Piacentina avanza automaticamente in finale.

## Regolamento
La formula di quest'anno non prevede le Final Four visto che le promozioni in Serie A2 passeranno da 3 a 4.
A causa delle difficoltà derivanti dalla pandemia di Covid-19, viene modificata la composizione dei
gironi e la formula:
- Gli iniziali gironi da 16 squadre vengono divisi a loro volta in due sotto gironi da 8 squadre.
- Partite di andata e ritorno per ogni sotto girone, per un totale di 14 partite.
- Una sola gara con ognuna delle squadre dell’altro sotto girone, per un totale di 8 partite (4 in casa e 4 fuori).
- Alla conclusione delle 22 gare, le 4 classifiche dei gironi: A, B, C, D, messe in ordine in base al quoziente di vittorie ottenute nella somma delle due fasi.

Per i play off la formula non cambia:
- Le prime otto di ogni girone vanno ai play off, incrociandosi A contro B e C contro D, formando 4 tabelloni per 4 promozioni.

Per le retrocessioni e play out:
- Le ultime di ogni girone retrocedono direttamente in Serie C regionale
- 12ª 13ª 14ª 15ª fanno i play out all’interno del girone per determinare una retrocessione per girone
- Il totale delle retrocessioni è di 4 dirette con in più 4 da playout

## Girone A

### Squadre
| Squadra               | Stagione | Città              | Palazzetto                  | Stagione precedente                |
| --------------------- | -------- | ------------------ | --------------------------- | ---------------------------------- |
| Olimpo Alba           | ...      | Alba               | Pala 958 Santero            | 6º posto in Serie B Girone A       |
| Fort. Alessandria     | ...      | Alessandria        | PalaCima                    | 15º posto in Serie B Girone A      |
| Basket Cecina         | ...      | Cecina             | Palazzetto di Cecina        | 9º posto in Serie B Girone A       |
| Tigers Cesena         | ...      | Cesena             | Carisport                   | 3º posto in Serie B Girone C       |
| San Giobbe Chiusi     | ...      | Chiusi             | Palazzetto Chiusi Scalo     | 1º posto in Serie C Gold Toscana   |
| USE Empoli            | ...      | Empoli             | Palestra Lazzeri            | 7º posto in Serie B Girone A       |
| Raggisolaris Faenza   | ...      | Faenza             | PalaCattani                 | 10º posto in Serie B Girone C      |
| Pino Drag. Firenze    | ...      | Firenze            | PalaCoverciano              | 2º posto in Serie B Girone A       |
| A. Costa Imola        | ...      | Imola              | PalaRuggi                   | 9º posto in Serie A2 Girone Est    |
| Libertas Livorno 1947 | ...      | Livorno            | Modigliani Forum            | 6º posto in Serie C Silver Toscana |
| Oleggio Basket        | ...      | Oleggio            | PalaCadorna (Borgomanero)   | 11º posto in Serie B Girone A      |
| Fulgor Omegna         | ...      | Omegna             | PalaBattisti (Verbania)     | 3º posto in Serie B Girone A       |
| Flying Ozzano         | ...      | Ozzano dell'Emilia | Palazzetto dello Sport      | 8º posto in Serie B Girone C       |
| Golfo Piombino        | ...      | Piombino           | Palasport Tenda Piombino    | 5º posto in Serie B Girone A       |
| Rinascita B. Rimini   | ...      | Rimini             | Palasport Flaminio          | 4º posto in Serie B Girone C       |
| Etrusca S. Miniato    | ...      | San Miniato        | Pala Crédit Agricole Italia | 1º posto in Serie B Girone A       |

### Allenatori e primatisti
| Squadra     | Allenatore                                          | Capitano         | Cestista più presente                               | Miglior marcatore          |
| ----------- | --------------------------------------------------- | ---------------- | --------------------------------------------------- | -------------------------- |
| Alba        | Luca Jacomuzzi                                      | Andrea Danna     | 4 giocatori (22)                                    | Emanuele Tarditi (295)     |
| Alessandria | Claudio Vandoni                                     | ...              | Alessandro Ferri Luca Valle (21)                    | Alessandro Ferri (357)     |
| Cecina      | Roberto Russo                                       | Lorenzo Pistillo | Manuel Di Meco Lorenzo Pistillo (22)                | Saverio Bartoli (286)      |
| Cesena      | Giampaolo Di Lorenzo (1ª-9ª) Davide Tassinari (10ª) | ...              | Emanuele Trapani Matteo Battisti (22)               | Giacomo Dell'agnello (317) |
| Chiusi      | Giovanni Battista Bassi                             | Simone Berti     | Lorenzo Raffaelli Nicola Mei Paolo Zanini (21)      | Lorenzo Raffaelli (260)    |
| Empoli      | Alessio Marchini (1ª-16ª) Cosimo Corbinelli (17ª)   | Daniele Sesoldi  | 6 giocatori (22)                                    | Francesco Villa (265)      |
| Faenza      | Alberto Serra                                       | Marco Petrucci   | 4 giocatori (22)                                    | Riccardo Ballabio (265)    |
| Firenze     | Marco Del Re                                        | Marotta Vieri    | 4 giocatori (22)                                    | Davide Poltroneri (287)    |
| Imola       | Paolo Moretti                                       | Jacopo Preti     | Jacopo Preti Nunzio Corcelli (22)                   | Jacopo Preti (257)         |
| Livorno     | Luigi Garelli                                       | Francesco Forti  | Andrea Casella Marco Ammannato Antonello Ricci (22) | Andrea Casella (323)       |
| Oleggio     | Franco Passera                                      | Andrea Pilotti   | 4 giocatori (22)                                    | Guglielmo De Ros (260)     |
| Omegna      | Marco Andreazza                                     | Roberto Prandin  | 5 giocatori (22)                                    | Jacopo Balanzoni (352)     |
| Ozzano      | Federico Grandi                                     | Mario Chiusolo   | Matteo Folli (22)                                   | Niccolo Bertocco (407)     |
| Piombino    | Enrico Fabbri (1ª-7ª) Damiano Cagnazzo (8ª)         | Camillo Bianchi  | Mirco Turel Giacomo Eliantonio (22)                 | Mirco Turel (354)          |
| Rimini      | Massimo Bernardi                                    | Tommaso Rinaldi  | Nicholas Crow Niccolò Moffa Giorgio Broglia (22)    | Nicholas Crow (304)        |
| San Miniato | Federico Barsotti                                   | Alberto Benites  | 5 giocatori (22)                                    | Gianluca Carpanzano (345)  |

### 1ª Fase

#### Classifiche
Girone A1

Aggiornata al 16 aprile 2021
|    | Classifica stagione regolare | %V    | Pt | G  | V  | P  | PF   | PS   | Diff |
| -- | ---------------------------- | ----- | -- | -- | -- | -- | ---- | ---- | ---- |
| 1. | RivieraBanca Rimini          | 0.786 | 22 | 14 | 11 | 3  | 1055 | 925  | +130 |
| 2. | Paffoni Fulgor Omegna        | 0.714 | 20 | 14 | 10 | 4  | 1083 | 993  | +90  |
| 3. | Rekico Faenza                | 0.571 | 16 | 14 | 8  | 6  | 1020 | 967  | +53  |
| 4. | Mamy Oleggio                 | 0.500 | 14 | 14 | 7  | 7  | 984  | 920  | +64  |
| 5. | Tigers Cesena                | 0.500 | 14 | 14 | 7  | 7  | 991  | 966  | +25  |
| 6. | Andrea Costa Imola Basket    | 0.500 | 14 | 14 | 7  | 7  | 1040 | 1057 | -17  |
| 7. | Acqua San Bernardo Alba      | 0.429 | 12 | 14 | 6  | 8  | 1048 | 1132 | -84  |
| 8. | Fortitudo Alessandria        | 0.000 | 0  | 14 | 0  | 14 | 885  | 1146 | -261 |

Girone A2

Aggiornata al 16 aprile 2021
|    | Classifica stagione regolare | %V    | Pt | G  | V  | P  | PF   | PS   | Diff |
| -- | ---------------------------- | ----- | -- | -- | -- | -- | ---- | ---- | ---- |
| 1. | Umana San Giobbe Chiusi      | 0.857 | 24 | 14 | 12 | 2  | 1140 | 893  | +247 |
| 2. | Blukart San Miniato          | 0.786 | 22 | 14 | 11 | 3  | 1121 | 968  | +153 |
| 3. | Opus Libertas Livorno 1947   | 0.714 | 20 | 14 | 10 | 4  | 1088 | 1032 | +56  |
| 4. | Sintecnica Basket Cecina     | 0.429 | 12 | 14 | 6  | 8  | 1048 | 1096 | -48  |
| 5. | Use Computer Gross Empoli    | 0.357 | 10 | 14 | 5  | 9  | 967  | 1049 | -82  |
| 6. | Sinermatic Ozzano            | 0.286 | 8  | 14 | 4  | 10 | 1037 | 1097 | -60  |
| 7. | All Food Enic Firenze        | 0.286 | 8  | 14 | 4  | 10 | 975  | 1109 | -134 |
| 8. | Solbat Golfo Piombino        | 0.286 | 8  | 14 | 4  | 10 | 945  | 1077 | -132 |

#### Risultati
|             | ALB   | ALE   | CES   | FAE   | IMO   | OLE   | OME    | RIM   |
| ----------- | ----- | ----- | ----- | ----- | ----- | ----- | ------ | ----- |
| Alba        | —     | 86–72 | 78–80 | 70–83 | 60–78 | 86–79 | 76–102 | 67–88 |
| Alessandria | 75–89 | —     | 51–81 | 72–77 | 79–90 | 48–85 | 68–86  | 59–72 |
| Cesena      | 85–64 | 93–70 | —     | 61–51 | 81–55 | 51–66 | 73–77  | 69–75 |
| Faenza      | 85–59 | 93–59 | 79–61 | —     | 72–79 | 63–69 | 50–70  | 76–72 |
| Imola       | 73–76 | 71–61 | 76–72 | 71–63 | —     | 77–94 | 79–83  | 65–73 |
| Oleggio     | 80–97 | 73–41 | 52–57 | 79–80 | 73–53 | —     | 73–69  | 50–59 |
| Omegna      | 82–67 | 72–61 | 87–68 | 69–82 | 80–95 | 72–51 | —      | 72–71 |
| Rimini      | 70–73 | 78–69 | 85–59 | 76–66 | 90–78 | 67–60 | 79–62  | —     |

|            | CEC   | CHI   | EMP   | FIR   | LIV   | OZZ   | PIO   | SAN    |
| ---------- | ----- | ----- | ----- | ----- | ----- | ----- | ----- | ------ |
| Cecina     | —     | 68–85 | 72–69 | 69–73 | 77–69 | 89–75 | 77–68 | 84–100 |
| Chiusi     | 97–68 | —     | 74–55 | 91–50 | 85–87 | 87–57 | 88–64 | 65–70  |
| Empoli     | 60–69 | 58–77 | —     | 67–60 | 72–85 | 80–78 | 90–68 | 60–84  |
| Firenze    | 79–78 | 68–75 | 77–82 | —     | 80–95 | 97–91 | 59–80 | 58–89  |
| Livorno    | 81–68 | 43–80 | 78–69 | 84–74 | —     | 68–74 | 73–49 | 74–68  |
| Ozzano     | 75–77 | 56–73 | 78–87 | 72–82 | 82–87 | —     | 82–59 | 70–63  |
| Piombino   | 78–69 | 69–81 | 72–49 | 62–60 | 75–95 | 72–80 | —     | 67–81  |
| SanMiniato | 87–83 | 80–82 | 77–69 | 74–58 | 79–69 | 76–67 | 93–62 | —      |

### 2ª Fase

#### Classifica
Aggiornata al 17 maggio 2021
|  | Pos. | Squadra                    | Pt | G  | V  | P  | PtF  | PtS  | Dif  |
|  | ---- | -------------------------- | -- | -- | -- | -- | ---- | ---- | ---- |
|  | 1.   | Umana San Giobbe Chiusi    | 34 | 21 | 17 | 4  | 1671 | 1636 | +302 |
|  | 2.   | Opus Libertas Livorno 1947 | 34 | 22 | 17 | 5  | 1749 | 1636 | +113 |
|  | 3.   | Paffoni Fulgor Omegna      | 32 | 22 | 16 | 6  | 1672 | 1564 | +108 |
|  | 4.   | RivieraBanca Rimini        | 30 | 22 | 15 | 7  | 1637 | 1500 | +137 |
|  | 5.   | Blukart San Miniato        | 28 | 22 | 14 | 8  | 1712 | 1552 | +160 |
|  | 6.   | Rekico Faenza              | 28 | 22 | 14 | 8  | 1614 | 1512 | +102 |
|  | 7.   | Tigers Cesena              | 20 | 22 | 10 | 12 | 1543 | 1558 | -15  |
|  | 8.   | All Food Enic Firenze      | 20 | 22 | 10 | 12 | 1524 | 1603 | -79  |
|  | 9.   | Solbat Golfo Piombino      | 20 | 22 | 10 | 12 | 1608 | 1694 | -86  |
|  | 10.  | Acqua San Bernardo Alba    | 18 | 22 | 9  | 13 | 1655 | 1787 | -132 |
|  | 11.  | Mamy Oleggio               | 18 | 22 | 9  | 13 | 1478 | 1473 | +5   |
|  | 12.  | Andrea Costa Imola Basket  | 18 | 22 | 9  | 13 | 1625 | 1717 | -92  |
|  | 13.  | Sintecnica Basket Cecina   | 16 | 22 | 8  | 14 | 1599 | 1636 | -37  |
|  | 14.  | Use Computer Gross Empoli  | 16 | 22 | 8  | 14 | 1550 | 1604 | -54  |
|  | 15.  | Sinermatic Ozzano          | 16 | 22 | 8  | 14 | 1663 | 1680 | -17  |
|  | 16.  | Fortitudo Alessandria      | 2  | 21 | 1  | 20 | 1335 | 1750 | -415 |

Legenda:

      Qualificate ai Play Off
      Ammesse ai Play Out
      Retrocesse in Serie C regionale
 Promossa dopo i play-off in Serie A2 2021-2022.
 Retrocessa in Serie C Regionale.

#### Risultati
|             | ALB   | ALE    | CES   | FAE   | IMO   | OLE   | OME   | RIM   | CEC   | CHI   | EMP   | FIR   | LIV    | OZZ   | PIO   | SAN   |
| ----------- | ----- | ------ | ----- | ----- | ----- | ----- | ----- | ----- | ----- | ----- | ----- | ----- | ------ | ----- | ----- | ----- |
| Alba        | —     |        |       |       |       |       |       |       | 78–73 |       |       | 67–75 |        | 80–78 | 83–95 |       |
| Alessandria |       | —      |       |       |       |       |       |       |       |       | 73–72 |       | 82–106 |       |       | 64–74 |
| Cesena      |       |        | —     |       |       |       |       |       | 70–62 |       |       | 55–60 |        | 90–88 | 73–76 |       |
| Faenza      |       |        |       | —     |       |       |       |       | 83–64 |       |       | 54–51 |        | 80–58 | 85–68 |       |
| Imola       |       |        |       |       | —     |       |       |       |       |       | 72–71 |       | 86–92  |       |       | 70–64 |
| Oleggio     |       |        |       |       |       | —     |       |       |       | 59–74 | 56–82 |       | 60–63  |       |       | 85–81 |
| Omegna      |       |        |       |       |       |       | —     |       | 70–63 |       |       | 75–70 |        | 78–73 | 83–89 |       |
| Rimini      |       |        |       |       |       |       |       | —     |       | 62–56 | 65–77 |       | 78–79  |       |       | 78–63 |
| Cecina      |       | 91–52  |       |       | 86–67 | 47–50 |       | 65–70 | —     |       |       |       |        |       |       |       |
| Chiusi      | 88–67 |        | 76–60 | 79–62 |       |       | 66–75 |       |       | —     |       |       |        |       |       |       |
| Empoli      | 69–78 |        | 83–63 | 60–69 |       |       | 69–79 |       |       |       | —     |       |        |       |       |       |
| Firenze     |       | 73–47  |       |       | 75–58 | 62–59 |       | 83–79 |       |       |       | —     |        |       |       |       |
| Livorno     | 95–88 |        | 66–78 | 85–70 |       |       | 75–62 |       |       |       |       |       | —      |       |       |       |
| Ozzano      |       | 87–54  |       |       | 96–65 | 69–62 |       | 77–74 |       |       |       |       |        | —     |       |       |
| Piombino    |       | 101–78 |       |       | 84–76 | 75–63 |       | 75–76 |       |       |       |       |        |       | —     |       |
| SanMiniato  | 82–66 |        | 81–63 | 80–91 |       |       | 66–67 |       |       |       |       |       |        |       |       | —     |

## Girone B

### Squadre
| Squadra               | Stagione | Città                  | Palazzetto                                 | Stagione precedente                     |
| --------------------- | -------- | ---------------------- | ------------------------------------------ | --------------------------------------- |
| Fortitudo Agrigento   | ...      | Agrigento              | PalaMoncada                                | 2º posto in Serie A2 Girone Ovest       |
| Pall. Bernareggio     | ...      | Bernareggio            | Palestra Comunale                          | 1º posto in Serie B Girone B            |
| Bologna 2016          | ...      | Bologna                | PalaSavena                                 | 3º posto in Serie C Gold Emilia-Romagna |
| Pall. Crema           | ...      | Crema                  | Palazzetto Cremonesi                       | 14º posto in Serie B Girone B           |
| JuVi Cremona          | ...      | Cremona                | PalaRadi                                   | 11º posto in Serie B Girone B           |
| Pall. Fiorenzuola     | ...      | Fiorenzuola d'Arda     | PalaMagni                                  | 1º posto in Serie C Gold Emilia-Romagna |
| Nuova Pall. Olginate  | ...      | Olginate               | PalaRavasio (1ª-12ª) PalaErba (Erba) (13ª) | 13º posto in Serie B Girone B           |
| Green B. Palermo      | ...      | Palermo                | PalaMangano                                | 4º posto in Serie B Girone A            |
| Omnia Pavia           | ...      | Pavia                  | PalaRavizza                                | 4º posto in Serie B Girone B            |
| Pall. Piacentina      | dettagli | Piacenza               | PalaFranzanti                              | 5º posto in Serie B Girone C            |
| Coronaplatina Piadena | ...      | Piadena Drizzona       | Palestra                                   | 10º posto in Serie B Girone B           |
| Virtus Ragusa         | ...      | Ragusa                 | PalaPadua                                  | 1ºposto in Serie C Silver Sicilia       |
| Sangiorgese Basket    | ...      | San Giorgio su Legnano | PalaBertelli                               | 9º posto in Serie B Girone B            |
| Cest. Torrenovese     | ...      | Torrenova              | PalaTorre                                  | 13º posto in Serie B Girone A           |
| Robur Varese          | ...      | Varese                 | Centro Sportivo Campus                     | 15º posto in Serie B Girone B           |
| Pall. Vigevano        | ...      | Vigevano               | PalaBasletta                               | 7º posto in Serie B Girone B            |

### Allenatori e primatisti
| Squadra     | Allenatore                                                                 | Capitano            | Cestista più presente                                    | Miglior marcatore         |
| ----------- | -------------------------------------------------------------------------- | ------------------- | -------------------------------------------------------- | ------------------------- |
| Agrigento   | Michele Catalani                                                           | Albano Chiarastella | 4 giocatori (22)                                         | Paolo Rotondo (343)       |
| Bernareggio | Marco Cardani                                                              | Giacomo Baldini     | Davide Todeschini Simone Aromando (22)                   | Simone Aromando (301)     |
| Bologna     | Flavio Rota (1ª-20ª) Raffaele Lepore (21ª-)                                | Tommaso Felici      | Gabriele Fin Eugenio Beretta (22)                        | Luca Fontecchio (323)     |
| Crema       | Riccardo Eliantonio                                                        | Pietro Del Sorbo    | Carlo Trentin Gian Marco Drocker Marko Dosen (22)        | Marco Arrigoni (281)      |
| Cremona     | Simone Lottici (1ª-7ª) Maximiliano Moreno (8ª) Alessandro Crotti (9ª-)     | Marco Bona          | Jacopo Mercante Lorenzo Varaschin Dario Masciarelli (22) | Marco Bona (334)          |
| Fiorenzuola | Gianluigi Galetti                                                          | Andrea Maggiotto    | 5 giocatori (22)                                         | Umberto Livelli (293)     |
| Olginate    | Giorgio Contigiani (1ª-2ª) Manuel Cilio (3ª-3ª) Massimiliano Oldoini (4ª-) | Marco Tagliabue     | 7 giocatori (22)                                         | Giacomo Bloise (305)      |
| Palermo     | Alberto Mazzetti (1ª-11ª) Marco Verderosa (12ª-)                           | Giuseppe Lombardo   | Giuseppe Lombardo Davide Drigo (22)                      | Luca Bedetti (232)        |
| Pavia       | Massimiliano Baldiraghi (1ª-5ª) Fabio Di Bella (6ª-)                       | ...                 | Emanuele Rossi Ferdinando Nasello Alessio Donadoni (22)  | Ferdinando Nasello (296)  |
| Piacenza    | Federico Campanella                                                        | Duilio Birindelli   | 5 giocatori (22)                                         | Michael Sacchettini (275) |
| Piadena     | Antonio Tritto (1ª-10ª) Daniele Perucchetti (11ª)                          | ...                 | Matteo Motta Thomas Tinsley Riccardo Chinellato (22)     | Matteo Motta (264)        |
| Ragusa      | Antonio Bocchino                                                           | Andrea Sorrentino   | Carmelo Iurato Mattia Mastroianni Roberto Chessari (22)  | Mattia Mastroianni (351)  |
| Sangiorgese | Daniele Quilici                                                            | Francesco Toso      | Gabriele Berra Alberto Fragonara (22)                    | Sebastiano Bianchi (312)  |
| Torrenova   | Giuseppe Condello (1ª-16ª) Maurizio Bartocci (17ª-)                        | Vincenzo Di Viccaro | 4 giocatori (22)                                         | Mirko Gloria (363)        |
| Varese      | Guido Saibene                                                              | ...                 | Luca Albique (21)                                        | Marco Allegretti (240)    |
| Vigevano    | Paolo Piazza                                                               | ...                 | 5 giocatori (22)                                         | Andrea Mazzucchelli (246) |

### 1ª Fase

#### Classifica
Girone B1

Aggiornata al 9 marzo 2021
|    | Classifica stagione regolare | %V    | Pt | G  | V  | P  | PF   | PS   | Diff |
| -- | ---------------------------- | ----- | -- | -- | -- | -- | ---- | ---- | ---- |
| 1. | Moncada Agrigento            | 0.857 | 24 | 14 | 12 | 2  | 1225 | 1033 | +192 |
| 2. | Vaporart Bernareggio         | 0.714 | 20 | 14 | 10 | 4  | 1142 | 1062 | +80  |
| 3. | Pallacanestro Crema          | 0.643 | 18 | 14 | 9  | 5  | 1067 | 999  | +68  |
| 4. | Bologna Basket 2016          | 0.500 | 14 | 14 | 7  | 7  | 1163 | 1159 | +4   |
| 5. | Virtus Kleb Ragusa           | 0.429 | 12 | 14 | 6  | 8  | 956  | 1005 | -49  |
| 6. | LTC Sangiorgese              | 0.357 | 10 | 14 | 5  | 9  | 1019 | 1068 | -49  |
| 7. | Fidelia Torrenova            | 0.286 | 8  | 14 | 4  | 10 | 1034 | 1140 | -106 |
| 8. | Green Basket Palermo         | 0.214 | 5  | 14 | 3  | 11 | 995  | 1135 | -140 |

Girone B2

Aggiornata al 9 marzo 2021
|    | Classifica stagione regolare  | %V    | Pt | G  | V  | P  | PF   | PS   | Diff |
| -- | ----------------------------- | ----- | -- | -- | -- | -- | ---- | ---- | ---- |
| 1. | Bakery Piacenza               | 0.857 | 24 | 14 | 12 | 2  | 1100 | 955  | +145 |
| 2. | Elachem Vigevano 1955         | 0.714 | 20 | 14 | 10 | 4  | 1096 | 984  | +112 |
| 3. | Riso Scotti-Punto Edile Pavia | 0.571 | 16 | 14 | 8  | 6  | 988  | 978  | +10  |
| 4. | Ferraroni Juvi Cremona        | 0.500 | 14 | 14 | 7  | 7  | 1008 | 1008 | 0    |
| 5. | Missoltino.it Olginate        | 0.429 | 12 | 14 | 6  | 8  | 1021 | 1013 | +8   |
| 6. | Coelsanus Varese              | 0.357 | 10 | 14 | 5  | 9  | 858  | 941  | -83  |
| 7. | MG.Kvis Piadena               | 0.286 | 8  | 14 | 4  | 10 | 977  | 1107 | -130 |
| 8. | Pall. Fiorenzuola 1972        | 0.286 | 8  | 14 | 4  | 10 | 1089 | 1151 | -62  |

#### Risultati
|             | AGR   | BER   | BOL     | CRE   | PAL   | RAG   | SAN   | TOR   |
| ----------- | ----- | ----- | ------- | ----- | ----- | ----- | ----- | ----- |
| Agrigento   | —     | 92–74 | 89–77   | 76–85 | 99–80 | 89–52 | 85–84 | 96–83 |
| Bernareggio | 78–94 | —     | 92–80   | 88–79 | 91–71 | 70–60 | 81–66 | 88–75 |
| Bologna     | 82–93 | 82–83 | —       | 87–68 | 80–65 | 74–66 | 63–91 | 84–76 |
| Crema       | 78–85 | 91–86 | 84–53   | —     | 72–53 | 79–67 | 75–52 | 69–64 |
| Palermo     | 72–98 | 74–76 | 68–98   | 84–88 | —     | 65–74 | 85–80 | 87–73 |
| Ragusa      | 70–69 | 79–75 | 87–96   | 54–59 | 74–57 | —     | 70–63 | 77–59 |
| Sangiorgese | 68–79 | 55–83 | 71–84   | 79–70 | 69–65 | 79–69 | —     | 96–80 |
| Torrenova   | 50–81 | 64–77 | 126–123 | 71–70 | 63–69 | 71–57 | 79–66 | —     |

|             | CRM   | FIO   | OLG   | PAV   | PIA   | PID   | VAR    | VIG   |
| ----------- | ----- | ----- | ----- | ----- | ----- | ----- | ------ | ----- |
| Cremona     | —     | 88–82 | 55–47 | 68–65 | 71–80 | 79–83 | 54–71  | 73–75 |
| Fiorenzuola | 84–91 | —     | 89–72 | 78–92 | 69–78 | 80–93 | 81–53  | 98–88 |
| Olginate    | 78–84 | 89–81 | —     | 69–74 | 75–77 | 91–73 | 69–60  | 70–78 |
| Pavia       | 57–74 | 82–72 | 76–55 | —     | 39–67 | 85–64 | 62–50  | 76–71 |
| Piacenza    | 70–62 | 85–68 | 69–64 | 79–86 | —     | 88–77 | 100–80 | 72–69 |
| Piadena     | 77–79 | 85–68 | 66–89 | 74–68 | 65–81 | —     | 52–66  | 44–83 |
| Varese      | 64–57 | 66–69 | 54–69 | 66–57 | 51–80 | 72–48 | —      | 59–76 |
| Vigevano    | 75–73 | 89–70 | 77–84 | 91–69 | 79–74 | 78–76 | 67–46  | —     |

### 2ª Fase

#### Classifica
Aggiornata al 13 maggio 2021
|  | Pos. | Squadra                       | Pt | G  | V  | P  | PtF  | PtS  | Dif  |
|  | ---- | ----------------------------- | -- | -- | -- | -- | ---- | ---- | ---- |
|  | 1.   | Bakery Piacenza               | 38 | 22 | 19 | 3  | 1783 | 1547 | +236 |
|  | 2.   | Moncada Agrigento             | 36 | 22 | 18 | 4  | 1850 | 1610 | +240 |
|  | 3.   | Vaporart Bernareggio          | 32 | 22 | 16 | 6  | 1829 | 1652 | +177 |
|  | 4.   | Elachem Vigevano 1955         | 30 | 22 | 15 | 7  | 1760 | 1583 | +177 |
|  | 5.   | Ferraroni Juvi Cremona        | 28 | 22 | 14 | 8  | 1643 | 1557 | +86  |
|  | 6.   | Pallacanestro Crema           | 28 | 22 | 14 | 8  | 1677 | 1596 | +81  |
|  | 7.   | Riso Scotti-Punto Edile Pavia | 28 | 22 | 14 | 8  | 1603 | 1538 | +65  |
|  | 8.   | Pall. Fiorenzuola 1972        | 18 | 22 | 9  | 13 | 1724 | 1745 | -21  |
|  | 9.   | Missoltino.it Olginate        | 18 | 22 | 9  | 13 | 1626 | 1663 | -37  |
|  | 10.  | Bologna Basket 2016           | 18 | 22 | 9  | 13 | 1800 | 1841 | -41  |
|  | 11.  | Virtus Kleb Ragusa            | 18 | 22 | 9  | 13 | 1530 | 1614 | -84  |
|  | 12.  | LTC Sangiorgese               | 14 | 22 | 7  | 15 | 1587 | 1647 | -60  |
|  | 13.  | Fidelia Torrenova             | 14 | 22 | 7  | 15 | 1617 | 1757 | -140 |
|  | 14.  | Coelsanus Varese              | 14 | 22 | 7  | 15 | 1403 | 1566 | -163 |
|  | 15.  | MG.Kvis Piadena               | 12 | 22 | 6  | 16 | 1558 | 1777 | -219 |
|  | 16.  | Green Basket Palermo (-1)     | 5  | 22 | 3  | 19 | 1550 | 1847 | -297 |

Legenda:

      Qualificate ai Play Off
      Ammesse ai Play Out
      Retrocesse in Serie C regionale
 Promossa dopo i play-off in Serie A2 2021-2022.
 Retrocessa in Serie C Regionale.
  Vincitrice della Coppa Italia 2021
  Vincitrice della Supercoppa LNP 2020

#### Risultati
|             | AGR   | BER    | BOL   | CRE   | PAL   | RAG   | SAN   | TOR   | CRM   | FIO   | OLG   | PAV   | PIA    | PID   | VAR   | VIG    |
| ----------- | ----- | ------ | ----- | ----- | ----- | ----- | ----- | ----- | ----- | ----- | ----- | ----- | ------ | ----- | ----- | ------ |
| Agrigento   | —     |        |       |       |       |       |       |       | 74–61 |       | 90–71 | 61–69 |        |       | 88–69 |        |
| Bernareggio |       | —      |       |       |       |       |       |       |       | 80–74 |       |       | 84–77  | 99–73 |       | 106–86 |
| Bologna     |       |        | —     |       |       |       |       |       |       | 68–87 |       |       | 87–104 | 87–69 |       | 80–82  |
| Crema       |       |        |       | —     |       |       |       |       |       | 81–89 |       |       | 70–75  | 93–55 |       | 76–69  |
| Palermo     |       |        |       |       | —     |       |       |       | 66–88 |       | 84–94 | 72–87 |        |       | 72–87 |        |
| Ragusa      |       |        |       |       |       | —     |       |       | 73–81 |       | 81–74 | 65–67 |        |       | 92–75 |        |
| Sangiorgese |       |        |       |       |       |       | —     |       |       | 62–68 |       |       | 80–84  | 84–64 |       | 79–90  |
| Torrenova   |       |        |       |       |       |       |       | —     | 71–77 |       | 63–56 | 81–75 |        |       | 65–67 |        |
| Cremona     |       | 85–65  | 85–73 | 92–62 |       |       | 66–65 |       | —     |       |       |       |        |       |       |        |
| Fiorenzuola | 83–86 |        |       |       | 79–64 | 68–58 |       | 87–95 |       | —     |       |       |        |       |       |        |
| Olginate    |       | 67–103 | 99–94 | 66–70 |       |       | 78–65 |       |       |       | —     |       |        |       |       |        |
| Pavia       |       | 78–66  | 85–68 | 73–78 |       |       | 81–69 |       |       |       |       | —     |        |       |       |        |
| Piacenza    | 73–63 |        |       |       | 85–51 | 93–75 |       | 92–82 |       |       |       |       | —      |       |       |        |
| Piadena     | 76–83 |        |       |       | 93–77 | 64–67 |       | 87–80 |       |       |       |       |        | —     |       |        |
| Varese      |       | 50–84  | 71–80 | 78–80 |       |       | 48–64 |       |       |       |       |       |        |       | —     |        |
| Vigevano    | 75–80 |        |       |       | 99–69 | 87–63 |       | 76–46 |       |       |       |       |        |       |       | —      |

## Girone C

### Squadre
| Squadra              | Stagione | Città                | Palazzetto                                                | Stagione precedente                |
| -------------------- | -------- | -------------------- | --------------------------------------------------------- | ---------------------------------- |
| Campetto Ancona      | ...      | Ancona               | PalaRossini                                               | 14º posto in Serie B Girone C      |
| UEB Cividale         | ...      | Cividale del Friuli  | PalaGesteco                                               | ...                                |
| Virtus Civitanova    | ...      | Civitanova Marche    | PalaRisorgimento                                          | 7º posto in Serie B Girone C       |
| Janus Fabriano       | ...      | Fabriano             | PalaGuerrieri (1ª-19ª) PalaCarifac (Cerreto d'Esi) (20ª-) | 1º posto in Serie B Girone C       |
| Giulia Giulianova    | ...      | Giulianova           | Palasport Di Nardo (Atri)                                 | 11º posto in Serie B Girone C      |
| Aurora Jesi          | ...      | Jesi                 | PalaTriccoli                                              | 9º posto in Serie B Girone C       |
| Basket Mestre        | ...      | Trivignano           | Palazzetto di Trivignano                                  | 8º posto in Serie B Girone B       |
| Falconstar Monf.     | ...      | Monfalcone           | Palestra                                                  | 6º posto in Serie B Girone B       |
| Sutor Montegranaro   | ...      | Montegranaro         | Palazzetto dello sport                                    | 13º posto in Serie B Girone C      |
| Virtus Padova        | ...      | Padova               | Palestra Comunale                                         | 3º posto in Serie B Girone B       |
| Unione Basket Padova | ...      | Padova               | Palestra Gozzano                                          | 1º posto in Serie C Gold Veneto    |
| Pall. Roseto         | ...      | Roseto degli Abruzzi | PalaMaggetti                                              | 13º posto in Serie A2 Girone Est   |
| Rucker SanVe         | ...      | San Vendemiano       | PalaSaccon                                                | 2º posto in Serie B Girone B       |
| Pall. Senigallia     | ...      | Senigallia           | Palazzetto                                                | 12º posto in Serie B Girone C      |
| Teramo a Spicchi     | ...      | Teramo               | PalaScapriano                                             | 2º posto in Serie C Silver Abruzzo |
| Vicenza              | ...      | Vicenza              | Palasport Città di Vicenza                                | 12º posto in Serie B Girone B      |

### Allenatori e primatisti
| Squadra        | Allenatore                                           | Capitano            | Cestista più presente                                       | Miglior marcatore         |
| -------------- | ---------------------------------------------------- | ------------------- | ----------------------------------------------------------- | ------------------------- |
| Ancona         | Stefano Rajola                                       | Simone Centanni     | Alessandro Paesano Michele Caverni (22)                     | Gianmarco Leggio (310)    |
| Cividale       | Stefano Pillastrini                                  | Giovanni Fattori    | Adrián Chiera Alessandro Cassese Eugenio Rota (22)          | Leonardo Battistini (352) |
| Civitanova     | Emanuele Mazzalupi (1ª-18ª) Stefano Foglietti (19ª-) | Francesco Amoroso   | 4 giocatori (22)                                            | Riccardo Casagrande (396) |
| Fabriano       | Lorenzo Pansa                                        | Daniele Merletto    | Francesco Papa (22)                                         | Todor Radonjic (251)      |
| Giulianova     | Andrea Zanchi                                        | Gianluca Di Carmine | Gianluca Di Carmine Gabriel Dron (22)                       | Alberto Cacace (255)      |
| Jesi           | Marcello Ghizzinardi                                 | ...                 | Andrea Quarisa Fabio Giampieri Noah Giacché (22)            | Mattia Magrini (296)      |
| Mestre         | Fabio Volpato Piero Coen                             | Gabriele Salvato    | Niccolò Rinaldi (22)                                        | Niccolò Rinaldi (255)     |
| Monfalcone     | Luigi Tomasi (1ª-3ª) Matteo Praticò (4ª)             | ...                 | 4 giocatori (22)                                            | Giulio Casagrande (333)   |
| Montegranaro   | Marco Ciarpella                                      | Tommaso Minoli      | Alessandro Riva (22)                                        | Simone Bonfiglio (274)    |
| Virtus Padova  | Daniele Rubini                                       | ...                 | Ivan Morgillo (22)                                          | Ivan Morgillo (303)       |
| Unione Padova  | Giuliano Calgaro (1ª-18ª) Alberto Garon (19ª-)       | Davide Andreaus     | Davide Andreaus Nicolò Cazzolato Andrea Campiello (22)      | Andrea Campiello (274)    |
| Roseto         | Tony Trullo                                          | Antonio Ruggiero    | Aleksa Nikolic Edoardo Di Emidio (22)                       | Aleksa Nikolic (302)      |
| San Vendemiano | Marco Mian                                           | Edoardo Rossetto    | Jacopo Vedovato Andrea Tassinari (22)                       | Andrea Tassinari (254)    |
| Senigallia     | Riccardo Paolini (1ª-15ª) Gabriele Ruini (16ª-)      | Mirco Pierantoni    | Mirco Pierantoni Simone Giunta Simone Pozzetti (22)         | Michele Peroni (346)      |
| Teramo         | Simone Stirpe (1ª-5ª) Giorgio Salvemini (6ª)         | Antonio Serroni     | Gianmarco Rossi Giorgio Di Bonaventura Edoardo Tiberti (22) | Gianmarco Rossi (358)     |
| Vicenza        | Cesare Ciocca                                        | Diego Corral        | 6 giocatori (22)                                            | Shaquille Hidalgo (311)   |

### 1ª Fase

#### Classifiche
Girone C1

Aggiornata all'11 marzo 2021
|    | Classifica stagione regolare | %V    | Pt | G  | V  | P  | PF   | PS   | Diff |
| -- | ---------------------------- | ----- | -- | -- | -- | -- | ---- | ---- | ---- |
| 1. | UEB Gesteco Cividale         | 0.714 | 20 | 14 | 10 | 4  | 1112 | 989  | +123 |
| 2. | Tramarossa Vicenza           | 0.714 | 20 | 14 | 10 | 4  | 1097 | 1018 | +79  |
| 3. | Antenore Energia Padova      | 0.643 | 18 | 14 | 9  | 5  | 1047 | 1026 | +21  |
| 4. | Belcorvo San Vendemiano      | 0.571 | 16 | 14 | 8  | 6  | 1016 | 1021 | -5   |
| 5. | Goldengas Senigallia         | 0.429 | 12 | 14 | 6  | 8  | 1092 | 1084 | +8   |
| 6. | Pontoni Monfalcone           | 0.429 | 12 | 14 | 6  | 8  | 1049 | 1100 | -51  |
| 7. | Vega Mestre                  | 0.286 | 8  | 14 | 4  | 10 | 1063 | 1135 | -72  |
| 8. | Guerriero UBP Padova         | 0.214 | 6  | 14 | 3  | 11 | 946  | 1049 | -103 |

Girone C2

Aggiornata all'11 marzo 2021
|    | Classifica stagione regolare | %V    | Pt | G  | V  | P  | PF   | PS   | Diff |
| -- | ---------------------------- | ----- | -- | -- | -- | -- | ---- | ---- | ---- |
| 1. | Ristopro Fabriano            | 0.786 | 22 | 14 | 11 | 3  | 1048 | 888  | +160 |
| 2. | Liofilchem Roseto            | 0.643 | 18 | 14 | 9  | 5  | 1079 | 1028 | +51  |
| 3. | Luciana Mosconi Ancona       | 0.571 | 16 | 14 | 8  | 6  | 1034 | 1033 | +1   |
| 4. | The Supporter Jesi           | 0.500 | 14 | 14 | 7  | 7  | 981  | 983  | -2   |
| 5. | Giulia Basket                | 0.500 | 14 | 14 | 7  | 7  | 928  | 948  | -20  |
| 6. | Rossella Civitanova Marche   | 0.357 | 10 | 14 | 5  | 9  | 967  | 1052 | -85  |
| 7. | Sutor Montegranaro           | 0.357 | 10 | 14 | 5  | 9  | 971  | 1038 | -67  |
| 8. | Rennova Teramo a Spicchi     | 0.286 | 8  | 14 | 4  | 10 | 987  | 1025 | -38  |

#### Risultati
|            | CIV   | MES   | MON   | VPD   | UPD   | SAV   | SEN     | VIC   |
| ---------- | ----- | ----- | ----- | ----- | ----- | ----- | ------- | ----- |
| Cividale   | —     | 84–67 | 89–69 | 81–63 | 83–75 | 70–54 | 91–75   | 75–70 |
| Mestre     | 81–79 | —     | 71–61 | 91–96 | 86–81 | 88–91 | 61–64   | 70–79 |
| Monfalcone | 65–83 | 81–74 | —     | 81–72 | 84–73 | 79–74 | 106–107 | 71–66 |
| V.Padova   | 75–67 | 79–78 | 69–62 | —     | 80–70 | 71–61 | 77–73   | 69–75 |
| U.Padova   | 68–76 | 78–64 | 60–64 | 55–74 | —     | 60–55 | 52–68   | 53–81 |
| SanVe.     | 89–82 | 73–62 | 80–77 | 77–65 | 74–62 | —     | 72–70   | 91–67 |
| Senigallia | 80–75 | 90–91 | 91–82 | 61–74 | 77–83 | 93–61 | —       | 77–86 |
| Vicenza    | 58–77 | 99–79 | 91–67 | 94–83 | 83–76 | 75–64 | 73–66   | —     |

|              | ANC   | CIV   | FAB   | GIU   | JES   | MOT   | ROS   | TER   |
| ------------ | ----- | ----- | ----- | ----- | ----- | ----- | ----- | ----- |
| Ancona       | —     | 94–87 | 76–72 | 69–60 | 73–75 | 70–63 | 68–80 | 91–88 |
| Civitanova   | 63–71 | —     | 55–78 | 72–74 | 62–81 | 67–60 | 81–75 | 82–79 |
| Fabriano     | 72–66 | 77–58 | —     | 88–64 | 67–56 | 70–71 | 91–69 | 80–60 |
| Giulianova   | 86–73 | 69–50 | 60–74 | —     | 59–60 | 75–69 | 66–59 | 61–56 |
| Jesi         | 71–63 | 82–84 | 50–65 | 66–64 | —     | 83–55 | 68–86 | 47–55 |
| Montegranaro | 67–76 | 58–60 | 65–76 | 74–65 | 88–85 | —     | 76–80 | 75–71 |
| Roseto       | 83–87 | 77–75 | 72–67 | 83–56 | 80–70 | 74–77 | —     | 76–68 |
| Teramo       | 66–57 | 77–71 | 66–71 | 55–69 | 82–87 | 86–73 | 78–85 | —     |

### 2ª Fase

#### Classifica
Aggiornata all'11 maggio 2021
|  | Pos. | Squadra                    | Pt | G  | V  | P  | PtF  | PtS  | Dif  |
|  | ---- | -------------------------- | -- | -- | -- | -- | ---- | ---- | ---- |
|  | 1.   | Ristopro Fabriano          | 32 | 22 | 16 | 6  | 1639 | 1447 | +192 |
|  | 2.   | Tramarossa Vicenza         | 32 | 22 | 16 | 6  | 1696 | 1574 | +122 |
|  | 3.   | UEB Gesteco Cividale       | 30 | 22 | 15 | 7  | 1675 | 1527 | +148 |
|  | 4.   | Liofilchem Roseto          | 30 | 22 | 15 | 7  | 1680 | 1578 | +102 |
|  | 5.   | Belcorvo San Vendemiano    | 28 | 22 | 14 | 8  | 1608 | 1567 | +41  |
|  | 6.   | Luciana Mosconi Ancona     | 24 | 22 | 12 | 10 | 1627 | 1634 | -7   |
|  | 7.   | Goldengas Senigallia       | 20 | 22 | 10 | 12 | 1700 | 1678 | +22  |
|  | 8.   | The Supporter Jesi         | 20 | 22 | 10 | 12 | 1488 | 1508 | -20  |
|  | 9.   | Antenore Energia Padova    | 20 | 22 | 10 | 12 | 1621 | 1661 | -40  |
|  | 10.  | Giulia Basket              | 20 | 22 | 10 | 12 | 1496 | 1537 | -41  |
|  | 11.  | Pontoni Monfalcone         | 20 | 22 | 10 | 12 | 1611 | 1666 | -55  |
|  | 12.  | Vega Mestre                | 18 | 22 | 9  | 13 | 1637 | 1690 | -53  |
|  | 13.  | Rossella Civitanova Marche | 16 | 22 | 8  | 14 | 1577 | 1680 | -103 |
|  | 14.  | Rennova Teramo a Spicchi   | 16 | 22 | 8  | 14 | 1566 | 1603 | -37  |
|  | 15.  | Sutor Montegranaro         | 16 | 22 | 8  | 14 | 1511 | 1595 | -84  |
|  | 16.  | Guerriero UBP Padova       | 10 | 22 | 5  | 17 | 1461 | 1648 | -187 |

Legenda:

      Qualificate ai Play Off
      Ammesse ai Play Out
      Retrocesse in Serie C regionale
 Promossa dopo i play-off in Serie A2 2021-2022.
 Retrocessa in Serie C Regionale.

#### Risultati
|              | CIV   | MES   | MON   | VPD   | UPD   | SAV   | SEN    | VIC   | ANC   | CIT    | FAB   | GIU   | JES   | MOT   | ROS   | TER    |
| ------------ | ----- | ----- | ----- | ----- | ----- | ----- | ------ | ----- | ----- | ------ | ----- | ----- | ----- | ----- | ----- | ------ |
| Cividale     | —     |       |       |       |       |       |        |       | 80–69 |        |       |       | 65–60 | 59–63 |       | 73–56  |
| Mestre       |       | —     |       |       |       |       |        |       |       | 81–77  | 68–62 | 81–72 |       |       | 65–76 |        |
| Monfalcone   |       |       | —     |       |       |       |        |       |       | 72–79  | 84–62 | 70–66 |       |       | 68–85 |        |
| V.Padova     |       |       |       | —     |       |       |        |       | 77–82 |        |       |       | 66–67 | 78–65 |       | 92–104 |
| U.Padova     |       |       |       |       | —     |       |        |       |       | 70–68  | 59–72 | 69–76 |       |       | 61–68 |        |
| SanVe.       |       |       |       |       |       | —     |        |       | 70–71 |        |       |       | 73–68 | 77–67 |       | 71–59  |
| Senigallia   |       |       |       |       |       |       | —      |       |       | 103–84 | 79–63 | 71–72 |       |       | 75–95 |        |
| Vicenza      |       |       |       |       |       |       |        | —     | 78–64 |        |       |       | 69–58 | 79–66 |       | 71–63  |
| Ancona       |       | 58–73 | 77–64 |       | 95–58 |       | 77–101 |       | —     |        |       |       |       |       |       |        |
| Civitanova   | 80–74 |       |       | 84–72 |       | 68–80 |        | 70–76 |       | —      |       |       |       |       |       |        |
| Fabriano     | 72–54 |       |       | 97–70 |       | 92–78 |        | 71–67 |       |        | —     |       |       |       |       |        |
| Giulianova   | 63–75 |       |       | 72–63 |       | 57–68 |        | 90–92 |       |        |       | —     |       |       |       |        |
| Jesi         |       | 69–64 | 64–66 |       | 62–58 |       | 59–64  |       |       |        |       |       | —     |       |       |        |
| Montegranaro |       | 65–78 | 59–68 |       | 95–71 |       | 60–47  |       |       |        |       |       |       | —     |       |        |
| Roseto       | 75–83 |       |       | 64–56 |       | 64–75 |        | 74–67 |       |        |       |       |       |       | —     |        |
| Teramo       |       | 76–64 | 74–70 |       | 63–69 |       | 84–68  |       |       |        |       |       |       |       |       | —      |

## Girone D

### Squadre
| Squadra            | Stagione | Città           | Palazzetto                                             | Stagione precedente                 |
| ------------------ | -------- | --------------- | ------------------------------------------------------ | ----------------------------------- |
| Scandone Avellino  | ...      | Avellino        | PalaDelMauro                                           | 15º posto in Serie B Girone D       |
| Lions Bisceglie    | ...      | Bisceglie       | PalaDolmen                                             | 4º posto in Serie B Girone D        |
| Virtus Cassino     | ...      | Cassino         | PalaVirtus                                             | 13º posto in Serie B Girone D       |
| Mastria Catanzaro  | ...      | Catanzaro       | PalaGallo                                              | 2º posto in Serie C Silver Calabria |
| Formia             | ...      | Formia          | Palazzetto                                             | 14º posto in Serie B Girone D       |
| Olimpia Matera     | ...      | Matera          | PalaSassi                                              | 3º posto in Serie B Girone D        |
| Molfetta           | ...      | Molfetta        | PalaPoli                                               | 1º posto in Serie C Gold Puglia     |
| ANB Monopoli       | ...      | Monopoli        | Palestra Melvin Jones                                  | 2º posto in Serie C Gold Puglia     |
| Nardò Basket       | ...      | Nardò           | Tensostatico Nardò                                     | 7º posto in Serie B Girone D        |
| Virtus Pozzuoli    | ...      | Pozzuoli        | PalaErrico                                             | 11º posto in Serie B Girone D       |
| Viola R. Calabria  | ...      | Reggio Calabria | PalaPentimele                                          | 3º posto in Serie C Silver Calabria |
| Sebastiani Rieti   | ...      | Rieti           | Tensostruttura (Valmontone) (1ª-8ª) PalaSojourner (9ª) | ...                                 |
| LUISS Roma         | ...      | Roma            | PalaLuiss                                              | 6º posto in Serie B Girone D        |
| Ruvo di Puglia     | ...      | Ruvo di Puglia  | PalaColombo                                            | 8º posto in Serie B Girone D        |
| Virtus Salerno     | ...      | Salerno         | Palasport Carmine Longo                                | 2º posto in Serie B Girone D        |
| PSA                | ...      | Sant'Antimo     | Centro sportivo                                        | 5º posto in Serie B Girone D        |
| CUS Jonico Taranto | ...      | Taranto         | Palafiom                                               | 3º posto in Serie C Gold Puglia     |

### Allenatori e primatisti
| Squadra         | Allenatore                                            | Capitano           | Cestista più presente                 | Miglior marcatore         |
| --------------- | ----------------------------------------------------- | ------------------ | ------------------------------------- | ------------------------- |
| Avellino        | Gianluca De Gennaro (1ª-15ª) Rodolfo Robustelli (16ª) | Gianpaolo Riccio   | 3 giocatori (14)                      | Dimitri Sousa (205)       |
| Bisceglie       | Luigi Marinelli (1ª-16ª) Giuseppe Vozza (17ª-)        | Andrea Chiriatti   | 4 giocatori (14)                      | Georgi Sirakov (230)      |
| Cassino         | Luca Vettese                                          | Daniele Grilli     | 5 giocatori (14)                      | Federico Lestini (246)    |
| Catanzaro       | Salvatore Formato (1ª-7ª) Fabrizio Tunno (8ª)         | ...                | 3 giocatori (14)                      | Pasquale Battaglia (206)  |
| Formia          | Giovanni Di Rocco                                     | ...                | 4 giocatori (14)                      | Luigi Cimminella (196)    |
| Molfetta        | Sergio Carolillo                                      | Giovanni Gambarota | 3 giocatori (14)                      | Matteo Bini (199)         |
| Monopoli        | Piero Millina (1ª-12ª) Antonio Paternoster (13ª)      | Mauro Torresi      | 5 giocatori (14)                      | Giovanni Laquintana (184) |
| Nardò           | Gianluca Quarta Michele Battistini                    | Goran Bjelic       | Edoardo Fontana Federico Burini (14)  | Niccolò Petrucci (174)    |
| Pozzuoli        | Mariano Gentile                                       | Nicola Savoldelli  | 4 giocatori (14)                      | Amar Balic (175)          |
| Reggio Calabria | Domenico Bolignano                                    | Fortunato Barrile  | Yande Fall Marco Prunotto (14)        | Salvatore Genovese (210)  |
| Rieti           | Alex Righetti                                         | Juan Marcos Casini | 5 giocatori (14)                      | Federico Loschi (265)     |
| Roma            | Andrea Paccariè                                       | Gianluca Tredici   | 4 giocatori (13)                      | Francesco Infante (211)   |
| Ruvo            | Dimitri Patella (1ª-3ª) Francesco Ponticiello (4ª)    | ...                | Gianni Cantagalli Lazar Kekovic (14)  | Gianni Cantagalli (163)   |
| Salerno         | Adolfo Parrillo                                       | ...                | 4 giocatori (14)                      | Lorenzo Tortù (189)       |
| Sant'Antimo     | Enzo Patrizio (1ª-5ª) Agostino Origlio (6ª)           | ...                | 6 giocatori (13)                      | Nikolaj Vangelov (158)    |
| Taranto         | Davide Olive                                          | Nicolas Stanic     | Nicolas Morici Nicola Longobardi (14) | Nicolas Stanic (223)      |

### 1ª Fase

#### Classifiche
Girone D1

Aggiornata al 27 aprile 2021
|    | Classifica stagione regolare | %V    | Pt | G  | V  | P  | PF   | PS   | Diff |
| -- | ---------------------------- | ----- | -- | -- | -- | -- | ---- | ---- | ---- |
| 1. | Real Sebastiani Rieti        | 0.929 | 26 | 14 | 13 | 1  | 1168 | 1002 | +166 |
| 2. | Virtus Arechi Salerno        | 0.571 | 16 | 14 | 8  | 6  | 1064 | 1026 | +38  |
| 3. | BPC Virtus Cassino           | 0.500 | 14 | 14 | 7  | 7  | 1114 | 996  | +118 |
| 4. | LUISS Roma                   | 0.500 | 14 | 14 | 7  | 7  | 1001 | 1009 | -8   |
| 5. | Geko PSA Sant’Antimo         | 0.429 | 12 | 14 | 6  | 8  | 1020 | 1042 | -22  |
| 6. | Meta Formia                  | 0.429 | 12 | 14 | 6  | 8  | 982  | 1049 | -67  |
| 7. | Virtus Pozzuoli              | 0.286 | 8  | 14 | 4  | 10 | 927  | 1043 | -116 |
| 8. | Scandone Avellino            | 0.357 | 4  | 14 | 5  | 9  | 979  | 1088 | -109 |

Girone D2

Aggiornata all'11 marzo 2021
|    | Classifica stagione regolare | %V    | Pt | G  | V  | P  | PF   | PS   | Diff |
| -- | ---------------------------- | ----- | -- | -- | -- | -- | ---- | ---- | ---- |
| 1. | CJ Basket Taranto            | 0.929 | 26 | 14 | 13 | 1  | 1043 | 899  | +144 |
| 2. | Frata Nardò                  | 0.714 | 20 | 14 | 10 | 4  | 1082 | 947  | +135 |
| 3. | Alpha Pharma Bisceglie       | 0.643 | 18 | 14 | 9  | 5  | 990  | 956  | +34  |
| 4. | Tecno Switch Ruvo di Puglia  | 0.571 | 16 | 14 | 8  | 6  | 951  | 988  | -37  |
| 5. | Pall. Pavimaro Molfetta      | 0.429 | 12 | 14 | 6  | 8  | 1028 | 1040 | -12  |
| 6. | Pall. Viola Reggio Calabria  | 0.286 | 8  | 14 | 4  | 10 | 900  | 939  | -39  |
| 7. | Mastria Catanzaro            | 0.214 | 6  | 14 | 3  | 11 | 984  | 1100 | -116 |
| 8. | EPC Action Now Monopoli      | 0.214 | 6  | 14 | 3  | 11 | 926  | 1035 | -109 |

#### Risultati
|            | AVE   | CAS   | FOR    | POZ   | RIE   | LUI   | SAL   | SAA   |
| ---------- | ----- | ----- | ------ | ----- | ----- | ----- | ----- | ----- |
| Avellino   | —     | 61–94 | 66–60  | 73–70 | 77–87 | 70–67 | 53–77 | 74–73 |
| Cassino    | 93–72 | —     | 68–72  | 78–60 | 71–73 | 90–74 | 80–60 | 78–61 |
| Formia     | 83–81 | 74–68 | —      | 75–68 | 66–85 | 75–64 | 69–75 | 70–76 |
| Pozzuoli   | 69–56 | 54–85 | 64–71  | —     | 62–87 | 73–65 | 74–64 | 70–64 |
| Rieti      | 93–77 | 88–83 | 102–73 | 89–71 | —     | 71–59 | 86–73 | 67–77 |
| Luiss      | 64–71 | 78–74 | 76–59  | 76–67 | 58–74 | —     | 86–69 | 80–77 |
| Salerno    | 85–79 | 88–72 | 79–66  | 76–61 | 79–84 | 71–83 | —     | 78–73 |
| SantAntimo | 73–69 | 81–80 | 77–69  | 84–64 | 76–82 | 68–71 | 60–90 | —     |

|            | BIS   | CAT   | MOL   | MON   | NAR   | REC   | RUV   | TAR    |
| ---------- | ----- | ----- | ----- | ----- | ----- | ----- | ----- | ------ |
| Bisceglie  | —     | 89–72 | 67–56 | 71–58 | 99–98 | 71–69 | 70–52 | 81–86  |
| Catanzaro  | 73–69 | —     | 76–80 | 63–64 | 65–80 | 73–69 | 84–94 | 77–107 |
| Molfetta   | 72–78 | 84–69 | —     | 78–69 | 77–88 | 68–63 | 86–90 | 64–70  |
| Monopoli   | 68–76 | 65–81 | 75–80 | —     | 59–71 | 62–52 | 57–52 | 71–73  |
| Nardò      | 77–61 | 86–73 | 76–55 | 83–66 | —     | 62–47 | 61–70 | 57–71  |
| ReggioCal. | 70–51 | 74–58 | 58–72 | 94–76 | 59–81 | —     | 57–62 | 57–55  |
| Ruvo       | 46–60 | 71–65 | 78–75 | 82–74 | 69–90 | 74–67 | —     | 50–66  |
| Taranto    | 59–47 | 68–55 | 83–81 | 79–62 | 76–72 | 74–64 | 76–61 | —      |

### 2ª Fase

#### Classifica
Aggiornata al 14 maggio 2021
|  | Pos. | Squadra                     | Pt | G  | V  | P  | PtF  | PtS  | Dif  |
|  | ---- | --------------------------- | -- | -- | -- | -- | ---- | ---- | ---- |
|  | 1.   | Real Sebastiani Rieti       | 40 | 22 | 20 | 2  | 1759 | 1494 | +265 |
|  | 2.   | CJ Basket Taranto           | 38 | 22 | 19 | 3  | 1639 | 1440 | +199 |
|  | 3.   | Frata Nardò                 | 32 | 22 | 16 | 6  | 1669 | 1486 | +183 |
|  | 4.   | Tecno Switch Ruvo di Puglia | 28 | 22 | 14 | 8  | 1582 | 1589 | -7   |
|  | 5.   | BPC Virtus Cassino          | 26 | 22 | 13 | 9  | 1751 | 1602 | +149 |
|  | 6.   | Virtus Arechi Salerno       | 26 | 22 | 13 | 9  | 1694 | 1613 | +81  |
|  | 7.   | LUISS Roma                  | 22 | 22 | 11 | 11 | 1572 | 1595 | -23  |
|  | 8.   | Geko PSA Sant’Antimo        | 22 | 22 | 11 | 11 | 1655 | 1663 | -8   |
|  | 9.   | Alpha Pharma Bisceglie      | 20 | 22 | 10 | 12 | 1555 | 1596 | -41  |
|  | 10.  | Meta Formia                 | 18 | 22 | 9  | 13 | 1546 | 1709 | -163 |
|  | 11.  | Pall. Pavimaro Molfetta     | 16 | 22 | 8  | 14 | 1606 | 1640 | -34  |
|  | 12.  | Pall. Viola Reggio Calabria | 14 | 22 | 7  | 15 | 1495 | 1521 | -26  |
|  | 13.  | Virtus Pozzuoli             | 14 | 22 | 7  | 15 | 1500 | 1632 | -132 |
|  | 14.  | EPC Action Now Monopoli     | 12 | 22 | 6  | 16 | 1528 | 1674 | -146 |
|  | 15.  | Scandone Avellino (-6)      | 10 | 22 | 8  | 14 | 1575 | 1690 | -115 |
|  | 16.  | Mastria Catanzaro           | 8  | 22 | 4  | 18 | 1573 | 1755 | -182 |

Legenda:

      Qualificate ai Play Off
      Ammesse ai Play Out
      Retrocesse in Serie C regionale
 Promossa dopo i play-off in Serie A2 2021-2022.
 Retrocessa in Serie C Regionale.

#### Risultati
|            | AVE   | CAS   | FOR    | POZ   | RIE   | LUI   | SAL   | SAA   | BIS   | CAT   | MOL   | MON   | NAR   | REC   | RUV   | TAR   |
| ---------- | ----- | ----- | ------ | ----- | ----- | ----- | ----- | ----- | ----- | ----- | ----- | ----- | ----- | ----- | ----- | ----- |
| Avellino   | —     |       |        |       |       |       |       |       | 64–69 | 68–76 | 69–80 |       | 87–79 |       |       |       |
| Cassino    |       | —     |        |       |       |       |       |       |       |       |       | 96–76 |       | 81–76 | 75–79 | 82–76 |
| Formia     |       |       | —      |       |       |       |       |       | 96–93 | 75–71 | 76–68 |       | 73–80 |       |       |       |
| Pozzuoli   |       |       |        | —     |       |       |       |       | 78–56 | 83–80 | 76–68 |       | 62–65 |       |       |       |
| Rieti      |       |       |        |       | —     |       |       |       |       |       |       | 75–58 |       | 68–65 | 79–47 | 63–65 |
| Luiss      |       |       |        |       |       | —     |       |       | 78–62 | 84–69 | 78–71 |       | 59–84 |       |       |       |
| Salerno    |       |       |        |       |       |       | —     |       |       |       |       | 78–61 |       | 78–68 | 79–82 | 69–81 |
| SantAntimo |       |       |        |       |       |       |       | —     |       |       |       | 87–81 |       | 80–75 | 81–85 | 84–83 |
| Bisceglie  |       | 67–73 |        |       | 87–92 |       | 66–80 | 65–79 | —     |       |       |       |       |       |       |       |
| Catanzaro  |       | 81–90 |        |       | 54–83 |       | 83–92 | 75–80 |       | —     |       |       |       |       |       |       |
| Molfetta   |       | 75–78 |        |       | 63–69 |       | 62–75 | 91–79 |       |       | —     |       |       |       |       |       |
| Monopoli   | 72–92 |       | 88–61  | 89–76 |       | 77–74 |       |       |       |       |       | —     |       |       |       |       |
| Nardò      |       | 76–62 |        |       | 53–62 |       | 84–79 | 66–65 |       |       |       |       | —     |       |       |       |
| ReggioCal. | 70–73 |       | 75–60  | 75–67 |       | 91–75 |       |       |       |       |       |       |       | —     |       |       |
| Ruvo       | 75–70 |       | 105–59 | 90–86 |       | 68–72 |       |       |       |       |       |       |       |       | —     |       |
| Taranto    | 81–73 |       | 80–64  | 66–55 |       | 64–51 |       |       |       |       |       |       |       |       |       | —     |

## Post Season

### Playoff
Le vincenti dei 4 tabelloni vengono promosse in Serie A2.
- Quarti di finale al meglio delle tre gare: si qualifica la squadra che vince due incontri. L'ordine delle partite è: gara-1 ed eventuale gara-3 in casa della meglio classificata; gara-2 in casa della peggior classificata.
- Semifinali e finali al meglio delle cinque gare: si qualifica la squadra che vince tre incontri. L'ordine delle partite è: gara-1, gara-2 ed eventuale gara-5 in casa della meglio classificata; gara-3 ed eventuale gara-4 in casa della peggior classificata.

#### Tabellone A
|  | Quarti di finale    | Quarti di finale    | Quarti di finale    | Quarti di finale    | Quarti di finale | Quarti di finale | Quarti di finale |  |  | Semifinali          | Semifinali          | Semifinali          | Semifinali          | Semifinali | Semifinali | Semifinali |    |    | Finale            | Finale            | Finale | Finale | Finale | Finale | Finale |  |
|  |                     |                     |                     |                     |                  |                  |                  |  |  |                     |                     |                     |                     |            |            |            |    |    |                   |                   |        |        |        |        |        |  |
|  | San Giobbe Chiusi   | San Giobbe Chiusi   | San Giobbe Chiusi   | San Giobbe Chiusi   | 97               | 98               | 88               |  |  |                     |                     |                     |                     |            |            |            |    |    |                   |                   |        |        |        |        |        |  |
|  | Pall. Fiorenzuola   | Pall. Fiorenzuola   | Pall. Fiorenzuola   | Pall. Fiorenzuola   | 59               | 62               | 63               |  |  | San Giobbe Chiusi   | San Giobbe Chiusi   | San Giobbe Chiusi   | San Giobbe Chiusi   | 65         | 83         | 66         |    |    |                   |                   |        |        |        |        |        |  |
|  | Pall. Vigevano      | Pall. Vigevano      | Pall. Vigevano      | Pall. Vigevano      | 59               | 69               | 68               |  |  | Etrusca S. Miniato  | Etrusca S. Miniato  | Etrusca S. Miniato  | Etrusca S. Miniato  | 39         | 72         | 64         |    |    |                   |                   |        |        |        |        |        |  |
|  | Etrusca S. Miniato  | Etrusca S. Miniato  | Etrusca S. Miniato  | Etrusca S. Miniato  | 80               | 77               | 80               |  |  |                     |                     |                     |                     |            |            |            |    |    | San Giobbe Chiusi | San Giobbe Chiusi | 56     | 83     | 64     | 69     | 69     |  |
|  | Fulgor Omegna       | Fulgor Omegna       | Fulgor Omegna       | 79                  | 78               | 66               | 68               |  |  |                     |                     | Fortitudo Agrigento | Fortitudo Agrigento | 60         | 49         | 74         | 57 | 62 |                   |                   |        |        |        |        |        |  |
|  | Pall. Crema         | Pall. Crema         | Pall. Crema         | 71                  | 82               | 65               | 65               |  |  | Fulgor Omegna       | Fulgor Omegna       | 67                  | 63                  | 86         | 74         | 66         |    |    |                   |                   |        |        |        |        |        |  |
|  | Fortitudo Agrigento | Fortitudo Agrigento | Fortitudo Agrigento | Fortitudo Agrigento | 87               | 78               | 67               |  |  | Fortitudo Agrigento | Fortitudo Agrigento | 79                  | 66                  | 82         | 60         | 79         |    |    |                   |                   |        |        |        |        |        |  |
|  | Tigers Cesena       | Tigers Cesena       | Tigers Cesena       | Tigers Cesena       | 76               | 70               | 55               |  |  |                     |                     |                     |                     |            |            |            |    |    |                   |                   |        |        |        |        |        |  |

#### Tabellone B
|  | Quarti di finale      | Quarti di finale      | Quarti di finale      | Quarti di finale    | Quarti di finale | Quarti di finale | Quarti di finale |  |  | Semifinali            | Semifinali            | Semifinali            | Semifinali            | Semifinali | Semifinali | Semifinali |    |    | Finale           | Finale           | Finale | Finale | Finale | Finale | Finale |  |
|  |                       |                       |                       |                     |                  |                  |                  |  |  |                       |                       |                       |                       |            |            |            |    |    |                  |                  |        |        |        |        |        |  |
|  | Pall. Piacentina      | Pall. Piacentina      | Pall. Piacentina      | Pall. Piacentina    | 89               | 75               | 78               |  |  |                       |                       |                       |                       |            |            |            |    |    |                  |                  |        |        |        |        |        |  |
|  | Pino Drag. Firenze    | Pino Drag. Firenze    | Pino Drag. Firenze    | Pino Drag. Firenze  | 62               | 65               | 63               |  |  | Pall. Piacentina      | Pall. Piacentina      | Pall. Piacentina      | Pall. Piacentina      | 20         | 20         | 20         |    |    |                  |                  |        |        |        |        |        |  |
|  | Rinascita B. Rimini   | Rinascita B. Rimini   | Rinascita B. Rimini   | Rinascita B. Rimini | 55               | 88               | 67               |  |  | Rinascita B. Rimini   | Rinascita B. Rimini   | Rinascita B. Rimini   | Rinascita B. Rimini   | 0          | 0          | 0          |    |    |                  |                  |        |        |        |        |        |  |
|  | JuVi Cremona          | JuVi Cremona          | JuVi Cremona          | JuVi Cremona        | 52               | 62               | 58               |  |  |                       |                       |                       |                       |            |            |            |    |    | Pall. Piacentina | Pall. Piacentina | 94     | 74     | 76     | 42     | 69     |  |
|  | Pall. Bernareggio     | Pall. Bernareggio     | 88                    | 79                  | 66               | 48               | 85               |  |  |                       |                       | Libertas Livorno 1947 | Libertas Livorno 1947 | 65         | 76         | 63         | 65 | 60 |                  |                  |        |        |        |        |        |  |
|  | Raggisolaris Faenza   | Raggisolaris Faenza   | 83                    | 74                  | 79               | 79               | 63               |  |  | Pall. Bernareggio     | Pall. Bernareggio     | 66                    | 81                    | 91         | 82         | 54         |    |    |                  |                  |        |        |        |        |        |  |
|  | Libertas Livorno 1947 | Libertas Livorno 1947 | Libertas Livorno 1947 | 75                  | 64               | 83               | 77               |  |  | Libertas Livorno 1947 | Libertas Livorno 1947 | 69                    | 77                    | 87         | 87         | 66         |    |    |                  |                  |        |        |        |        |        |  |
|  | Omnia Pavia           | Omnia Pavia           | Omnia Pavia           | 65                  | 55               | 93               | 72               |  |  |                       |                       |                       |                       |            |            |            |    |    |                  |                  |        |        |        |        |        |  |

#### Tabellone C
|  | Quarti di finale   | Quarti di finale   | Quarti di finale   | Quarti di finale | Quarti di finale | Quarti di finale | Quarti di finale |  |  | Semifinali         | Semifinali         | Semifinali         | Semifinali   | Semifinali | Semifinali | Semifinali |    |    | Finale         | Finale         | Finale | Finale | Finale | Finale | Finale |  |
|  |                    |                    |                    |                  |                  |                  |                  |  |  |                    |                    |                    |              |            |            |            |    |    |                |                |        |        |        |        |        |  |
|  | Janus Fabriano     | Janus Fabriano     | Janus Fabriano     | 72               | 99               | 86               | 76               |  |  |                    |                    |                    |              |            |            |            |    |    |                |                |        |        |        |        |        |  |
|  | PSA                | PSA                | PSA                | 80               | 70               | 78               | 67               |  |  | Janus Fabriano     | Janus Fabriano     | 50                 | 81           | 80         | 69         | 68         |    |    |                |                |        |        |        |        |        |  |
|  | Ruvo di Puglia     | Ruvo di Puglia     | Ruvo di Puglia     | 69               | 63               | 71               | 65               |  |  | Rucker SanVe       | Rucker SanVe       | 64                 | 84           | 70         | 63         | 62         |    |    |                |                |        |        |        |        |        |  |
|  | Rucker SanVe       | Rucker SanVe       | Rucker SanVe       | 80               | 62               | 81               | 71               |  |  |                    |                    |                    |              |            |            |            |    |    | Janus Fabriano | Janus Fabriano | 81     | 86     | 62     | 69     | 69     |  |
|  | UEB Cividale       | UEB Cividale       | UEB Cividale       | UEB Cividale     | 75               | 72               | 78               |  |  |                    |                    | UEB Cividale       | UEB Cividale | 58         | 57         | 65         | 73 | 52 |                |                |        |        |        |        |        |  |
|  | Virtus Salerno     | Virtus Salerno     | Virtus Salerno     | Virtus Salerno   | 60               | 62               | 68               |  |  | UEB Cividale       | UEB Cividale       | UEB Cividale       | 59           | 70         | 90         | 75         |    |    |                |                |        |        |        |        |        |  |
|  | CUS Jonico Taranto | CUS Jonico Taranto | CUS Jonico Taranto | 87               | 81               | 101              | 86               |  |  | CUS Jonico Taranto | CUS Jonico Taranto | CUS Jonico Taranto | 74           | 66         | 75         | 69         |    |    |                |                |        |        |        |        |        |  |
|  | Pall. Senigallia   | Pall. Senigallia   | Pall. Senigallia   | 74               | 86               | 75               | 67               |  |  |                    |                    |                    |              |            |            |            |    |    |                |                |        |        |        |        |        |  |

#### Tabellone D
|  | Quarti di finale | Quarti di finale | Quarti di finale | Quarti di finale | Quarti di finale | Quarti di finale | Quarti di finale |  |  | Semifinali       | Semifinali       | Semifinali       | Semifinali       | Semifinali | Semifinali | Semifinali |    |    | Finale       | Finale       | Finale | Finale | Finale | Finale | Finale |  |
|  |                  |                  |                  |                  |                  |                  |                  |  |  |                  |                  |                  |                  |            |            |            |    |    |              |              |        |        |        |        |        |  |
|  | Sebastiani Rieti | Sebastiani Rieti | Sebastiani Rieti | 69               | 75               | 67               | 80               |  |  |                  |                  |                  |                  |            |            |            |    |    |              |              |        |        |        |        |        |  |
|  | Aurora Jesi      | Aurora Jesi      | Aurora Jesi      | 55               | 69               | 68               | 75               |  |  | Sebastiani Rieti | Sebastiani Rieti | Sebastiani Rieti | Sebastiani Rieti | 69         | 79         | 60         |    |    |              |              |        |        |        |        |        |  |
|  | Pall. Roseto     | Pall. Roseto     | Pall. Roseto     | Pall. Roseto     | 67               | 69               | 82               |  |  | Pall. Roseto     | Pall. Roseto     | Pall. Roseto     | Pall. Roseto     | 72         | 82         | 76         |    |    |              |              |        |        |        |        |        |  |
|  | Virtus Cassino   | Virtus Cassino   | Virtus Cassino   | Virtus Cassino   | 53               | 59               | 78               |  |  |                  |                  |                  |                  |            |            |            |    |    | Pall. Roseto | Pall. Roseto | 52     | 64     | 87     | 74     | 60     |  |
|  | Nardò Basket     | Nardò Basket     | Nardò Basket     | 79               | 81               | 77               | 84               |  |  |                  |                  | Nardò Basket     | Nardò Basket     | 87         | 66         | 61         | 64 | 72 |              |              |        |        |        |        |        |  |
|  | Campetto Ancona  | Campetto Ancona  | Campetto Ancona  | 65               | 66               | 78               | 76               |  |  | Nardò Basket     | Nardò Basket     | Nardò Basket     | 83               | 74         | 63         | 85         |    |    |              |              |        |        |        |        |        |  |
|  | Vicenza          | Vicenza          | 58               | 87               | 87               | 77               | 81               |  |  | LUISS Roma       | LUISS Roma       | LUISS Roma       | 70               | 68         | 76         | 70         |    |    |              |              |        |        |        |        |        |  |
|  | LUISS Roma       | LUISS Roma       | 79               | 66               | 62               | 84               | 84               |  |  |                  |                  |                  |                  |            |            |            |    |    |              |              |        |        |        |        |        |  |

### Playout
La perdente di ogni tabellone retrocede in Serie C. Le squadre classificate dal 12º al 15º posto si sfidano in due turni all'interno dello stesso girone. La 12º contro 15º e 13º contro 14º.

#### Tabellone A
|  | Semifinali     | Semifinali     | Semifinali     | Semifinali     | Semifinali | Semifinali | Semifinali |  |  | Finale        | Finale        | Finale | Finale | Finale | Finale | Finale |  |
|  |                |                |                |                |            |            |            |  |  |               |               |        |        |        |        |        |  |
|  | A. Costa Imola | A. Costa Imola | A. Costa Imola | A. Costa Imola | 66         | 90         | 73         |  |  |               |               |        |        |        |        |        |  |
|  | Flying Ozzano  | Flying Ozzano  | Flying Ozzano  | Flying Ozzano  | 65         | 79         | 63         |  |  | Flying Ozzano | Flying Ozzano | 65     | 67     | 82     | 67     | 84     |  |
|  | Basket Cecina  | Basket Cecina  | Basket Cecina  | Basket Cecina  | 54         | 43         | 64         |  |  | Basket Cecina | Basket Cecina | 69     | 46     | 54     | 69     | 72     |  |
|  | USE Empoli     | USE Empoli     | USE Empoli     | USE Empoli     | 59         | 76         | 68         |  |  |               |               |        |        |        |        |        |  |

#### Tabellone B
|  | Semifinali            | Semifinali            | Semifinali            | Semifinali            | Semifinali | Semifinali | Semifinali |  |  | Finale                | Finale                | Finale                | Finale | Finale | Finale | Finale |  |
|  |                       |                       |                       |                       |            |            |            |  |  |                       |                       |                       |        |        |        |        |  |
|  | Sangiorgese Basket    | Sangiorgese Basket    | Sangiorgese Basket    | Sangiorgese Basket    | 62         | 72         | 84         |  |  |                       |                       |                       |        |        |        |        |  |
|  | Coronaplatina Piadena | Coronaplatina Piadena | Coronaplatina Piadena | Coronaplatina Piadena | 59         | 60         | 73         |  |  | Coronaplatina Piadena | Coronaplatina Piadena | Coronaplatina Piadena | 77     | 62     | 76     | 69     |  |
|  | Cest. Torrenovese     | Cest. Torrenovese     | 70                    | 61                    | 64         | 61         | 85         |  |  | Robur Varese          | Robur Varese          | Robur Varese          | 69     | 68     | 78     | 79     |  |
|  | Robur Varese          | Robur Varese          | 62                    | 58                    | 71         | 72         | 61         |  |  |                       |                       |                       |        |        |        |        |  |

#### Tabellone C
|  | Semifinali         | Semifinali         | Semifinali         | Semifinali         | Semifinali | Semifinali | Semifinali |  |  | Finale             | Finale             | Finale             | Finale | Finale | Finale | Finale |  |
|  |                    |                    |                    |                    |            |            |            |  |  |                    |                    |                    |        |        |        |        |  |
|  | Basket Mestre      | Basket Mestre      | Basket Mestre      | Basket Mestre      | 67         | 81         | 62         |  |  |                    |                    |                    |        |        |        |        |  |
|  | Sutor Montegranaro | Sutor Montegranaro | Sutor Montegranaro | Sutor Montegranaro | 58         | 73         | 56         |  |  | Sutor Montegranaro | Sutor Montegranaro | Sutor Montegranaro | 76     | 55     | 50     | 53     |  |
|  | Virtus Civitanova  | Virtus Civitanova  | 69                 | 80                 | 51         | 65         | 77         |  |  | Teramo a Spicchi   | Teramo a Spicchi   | Teramo a Spicchi   | 70     | 88     | 71     | 63     |  |
|  | Teramo a Spicchi   | Teramo a Spicchi   | 61                 | 59                 | 78         | 67         | 67         |  |  |                    |                    |                    |        |        |        |        |  |

#### Tabellone D
|  | Semifinali        | Semifinali        | Semifinali | Semifinali | Semifinali | Semifinali | Semifinali |  |  | Finale            | Finale            | Finale            | Finale            | Finale | Finale | Finale |  |
|  |                   |                   |            |            |            |            |            |  |  |                   |                   |                   |                   |        |        |        |  |
|  | Viola R. Calabria | Viola R. Calabria | 78         | 81         | 82         | 78         | 79         |  |  |                   |                   |                   |                   |        |        |        |  |
|  | Scandone Avellino | Scandone Avellino | 64         | 72         | 87         | 79         | 52         |  |  | Scandone Avellino | Scandone Avellino | Scandone Avellino | Scandone Avellino | 71     | 58     | 65     |  |
|  | Virtus Pozzuoli   | Virtus Pozzuoli   | 80         | 70         | 64         | 60         | 68         |  |  | Virtus Pozzuoli   | Virtus Pozzuoli   | Virtus Pozzuoli   | Virtus Pozzuoli   | 82     | 74     | 72     |  |
|  | ANB Monopoli      | ANB Monopoli      | 60         | 52         | 73         | 83         | 69         |  |  |                   |                   |                   |                   |        |        |        |  |

## Verdetti

### Squadre Promosse
- Promozioni in Serie A2:

Umana San Giobbe Chiusi: Tommaso Minoli, Martino Criconia, Francesco Fratto, Vasile Mihaies, Federico Nespolo, David Kiss, Gabriele Giarelli, Paolo Zanini, Simone Berti, Matías Bortolín, Giovanni Carenza, Luca Pollone, Nicola Mei, Lorenzo Raffaelli, Andrea Lombardo. Allenatore: Giovanni Battista Bassi.
Bakery Piacenza: Liam Udom, Edoardo Pedroni, Nicolò Guerra, Marco Perin, Zakaria El Agbani, Lorenzo De Zardo, Marco Planezio, Mark Czumbel, Michael Sacchettini, Duilio Birindelli, Giovanni Gambarota. Allenatore: Federico Campanella.
Ristopro Fabriano: Alessio Re, Francesco Papa, Leonardo Pacini, Francesco Di Paolo, Santiago Boffelli, Francesco Paolin, Daniele Merletto, Jona Di Giuliomaria, Kurt Cassar, Luca Garri, Andrea Scanzi, Roberto Marulli, Todor Radonjic. Allenatore: Lorenzo Pansa.
Frata Nardò: Mauro Stella, Antony Tyrtyshnik, Federico Burini, Niccolò Petrucci, Marcelo Dip, Andrea Cappelluti, Riccardo Coviello, Riccardo Bartolozzi, Dimitrije Jankovic, Goran Bjelic, Emmanuel Enihe, Luka Cepic, Edoardo Fontana. Allenatore: Michele Battistini.

### Altri verdetti
- Retrocesse in Serie C regionale: Fortitudo Alessandria, Green Basket Palermo, Guerriero UBP Padova, Mastria Catanzaro, Scandone Avellino, Basket Cecina, Coronaplatina Piadena, Sutor Montegranaro.
- Vincitrice Supercoppa LNP B: Pallacanestro Bernareggio
- Vincitrice Coppa Italia Serie B: Pall.Piacentina
- Non ammesse alla stagione successiva:
- Abbandoni: Olimpia Matera[1]

## Premi e riconoscimenti

### Miglior Under 21 del mese
Per ragione di sponsorizzazione il premio viene chiamato Under 21 Adidas Serie B.
| Mese     | Giornata | Giocatore          | Squadra       | PPG  | RPG | APG | V-P | Rif.   |
| -------- | -------- | ------------------ | ------------- | ---- | --- | --- | --- | ------ |
| dicembre | 1–4      | Andrea Calzavara   | Robur Varese  | 16.5 | 4.5 | 3.8 | 3-0 | [ 8 ]  |
| gennaio  | 5–9      | Saverio Bartoli    | Basket Cecina | 13.8 | 6.0 | 4.1 | 3-2 | [ 9 ]  |
| febbraio | 10–13    | Francesco Reggiani | Olimpo Alba   | 15.5 | 6.5 | 2.1 | 3-1 | [ 10 ] |
| aprile   | 20–28    | Eugenio Rota       | UEB Cividale  | 14.6 | 5.2 | 4.4 | 4-1 | [ 11 ] |